# Lars Møller
Lars Møller (Kopenhagen, 1966) is een Deense jazzsaxofonist, componist en dirigent.

## Biografie
Møller studeerde bij Dave Liebman en van 1987 tot 1989 aan The New School. Zijn liefde voor de klassieke Indiase muziek leidde hem tussen 1989 en 1993 diverse keren voor een langere periode naar New Delhi. Tussen 1996 en 1998 nam hij deel aan verschillende workshops van Bob Brookmeyer. Als orkestleider nam hij eind jaren 1980 op met muzikanten als Jimmy Cobb, Niels-Henning Ørsted Pedersen, Thomas Clausen (Copenhagen Groove, 1989), Geri Allen, Buster Williams, Billy Hart (Jaspar Concerts, 2003) en John Abercrombie.
Verder speelde hij met muzikanten als Hermeto Pascoal, Jon Balke, Bobo Stenson, Martial Solal, Maria Schneider, Tom Harrell, Katrine Madsen, het Sound of Choice Ensemble en op het gebied van de klassieke muziek tussen 2005 en 2009 het Danish Saxophone Quartet. Sinds lange jaren is hij de muzikaal leider van de bigband The Orchestra in Kopenhagen, waarmee hij meerdere albums had opgenomen. Zowel als solist als dirigent heeft hij gewerkt met de DR Big Band. Hij schreef ook voor andere Europese radio-bigbands, het Bundesjazzorchester en de Cologne Big Band. In 2008 formeerde hij een nieuw kwartet met de gitarist Thor Madsen, Robert Landfermann en Jonas Burgwinkel. In zijn composities voor dit combo verbindt hij Indiase kwarttonen met de Amerikaanse en Europese jazztraditie (Phobia, 2010). In 2012 volgde hij Jens Klüver op als leider van het Aarhus Jazz Orchestra, waarmee hij meerdere albums inspeelde.

## Onderscheidingen
In 1998 kreeg hij een ereprijs van de Danish Jazz, Beat and Folk Composers Society. In 2000 werd hij onderscheiden met de JASA Award. Voor de beste bigband-composities werd hij tijdens het International Jazz Composers' Symposium in 2008 onderscheiden.

## Discografie
- 1993: Pyramid (genomineerd voor de Danish Music Award)
- 1995: Cross Current (genomineerd voor de Danish Music Award)
- 2000: Kaleidoscope  (Danish Music Awards voor de beste jazz-cd)
- 2011: Episodes (met The Orchestra)

- Bibliothèque nationale de France: cb16568270r (data)
- Gemeinsame Normdatei: 134727622
- International Standard Name Identifier: 0000 0000 7261 4563
- Library of Congress Control Number: n92094126
- MusicBrainz: 26822fca-562a-47b5-b847-2acb16eab3a6
- Virtual International Authority File: 6984149108418968780004